# 大友皇子即位説

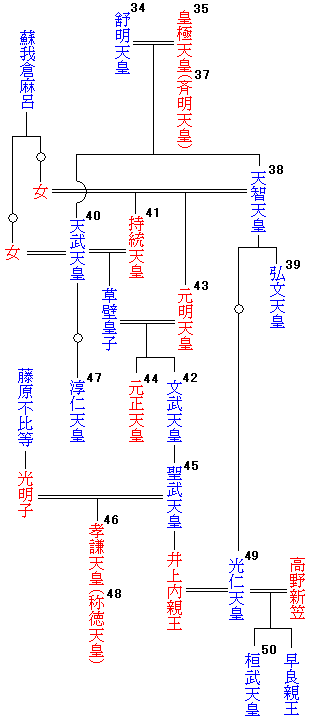
天皇系図38 - 50代

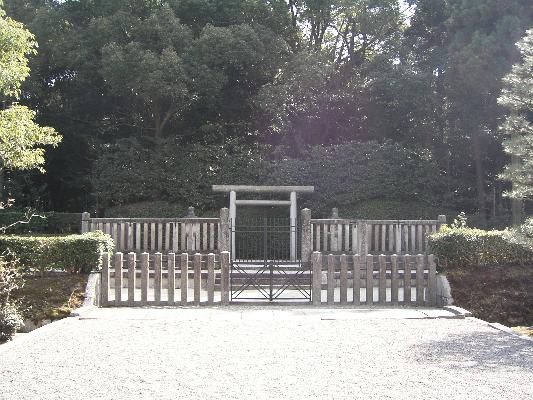
弘文天皇陵

大友皇子即位説（おおとものみこそくいせつ）は、江戸時代から唱えられた学説で、日本史学で長く続く論争点である。
671年、天智天皇の死後に朝廷を主宰した大友皇子は、翌672年の壬申の乱で、大海人皇子（後の天武天皇）に敗死した。この間に大友皇子が即位式を行って天皇になったのか、それとも行わないうちに死去したのかが争点である。大友皇子が実際に天皇としての行為を行っていたことへの異議は少ない。
大友皇子は明治に入った明治3年（1870年）に諡号を贈られて弘文天皇と呼ばれたため、弘文天皇即位説（こうぶんてんのうそくいせつ）とも呼ばれる。

## 概要
過去から現在まで、壬申の乱の基本史料は『日本書紀』であり、これには大友皇子が皇太子になったとも、即位したとも記していない。やや時代がくだる『懐風藻』は、大友皇子を「皇太子」と記すが、天皇とはしていない。平安時代の複数の史書には、大友皇子の即位を記しているものがある。
『日本書紀』は官撰史書であり、天武天皇の子舎人親王が編纂を統括した天武寄りの史書である。そこで、『書紀』の編纂者は即位の事実を知りながらもあえて記さなかったとするのが、大友皇子即位説である。一方、『日本書紀』の記述を認めて、即位はなかったが大友皇子が朝廷を率いたとするのが、大友皇子非即位説である。天皇にはならないが天皇代理として統治することを称制と云い、非即位説は大友皇子称制説と言い換えることもできる。
この他に、天智天皇の死後は皇后倭姫王が即位したとする倭姫王即位説、即位しなかったが政務をとったとする倭姫王称制説もある。
江戸時代から明治時代初めにかけては、大友皇子即位説が有力であった。そこで1870年（明治3年）に、明治政府は大友皇子に「弘文天皇」と追諡した。しかし明治時代の終わり頃から即位説の根拠に疑問が提出され、現在では即位はなかったとみる見方が有力である。
- 大友皇子即位説 - 『水鏡』、『大鏡』、『扶桑略記』、『大日本史』、伴信友、明治日本の公式説
- 大友皇子称制説（非即位説）- 『日本書紀』、田中卓、直木孝次郎、遠山美都男
- 倭姫王即位説 - 喜田貞吉
- 倭姫王称制説 - 黒板勝美、倉本一宏

## 大友皇子即位説の論点
以下では、即位説を支える論点をまず記し、それに対して非即位説の立場からどの様な反論があるかを紹介する。どちらかの説が正しいという意味合いはない。

### 平安時代の即位記述
平安時代の文献には、大友皇子の即位が数多く記されている。
- もっとも早いのは10世紀に書かれた『西宮記』で、天智天皇10年の「12月に帝位に即く」とある。
- 『扶桑略記』は、「天智天皇10年10月に大友太政大臣が皇太子に立った。12月3日に天皇が崩じた。同5日に大友皇太子が帝位についた」と記す。
- 『年中行事秘抄』には、大友皇子が「皇太子となり帝位に即く」とある。
- 『立坊次第』（紹運要略）には、天智天皇10年に「同年12月5日帝位に即く」とある。
- 『水鏡』は、「10月には大友皇子を東宮に立てた」、「天智天皇10年12月3日に失せたため、同5日に大友王子が位を継いだ」とする。
- 『大鏡』は天智・天武の継承では大友皇子の即位に触れないが、別のところで「大友皇子はやがて帝になり、帝のまま失せた」と記す、また「この皇子は太政大臣の位で、つぎにはやがて同じ年のうちにみかどとなった」とも書く。

このように、平安時代には大友皇子即位が事実として受け入れられていたと言ってよい。しかし、7世紀の壬申の乱からみて時代が下ることは否定できず、また、数の多さは部分的には『扶桑略記』の影響力の産物でもある。『大鏡』は大友皇子が天武天皇になったとする単純な誤りがあり、史料としての信頼性に疑問がある。その点は『水鏡』なども同じで、天智が行方不明になったのでその2日後に大友皇子が即位したとする。急な日程は前後の諸天皇と著しく異なり、不審がある。

### 『日本書紀』の編纂方針
壬申の乱について、今に伝わるもっとも詳しく時代も古い史料は『日本書紀』である。この史料では、天智天皇の次の天皇は天武天皇となっており、大友皇子の即位は記されていない。大友皇子即位説とは、『日本書紀』の編者が曲筆して大友即位の事実を抹殺したという説でもある。
『日本書紀』の巻27は天智天皇の時代、巻28と29は天武天皇の時代、最終の巻30は持統天皇の時代を扱う。このうち、巻28は天武天皇元年だけにあてられ、巻29が残りの14年間を扱う。『日本書紀』こと『書紀』がいう天武天皇元年は、壬申の乱が起きた年であり、この年の6月から7月に戦いが起こった。一年に一巻をあてた箇所は他にない。編纂において、壬申の乱が特別に重要な事件とみなされていたことは明らかである。
これには、この内戦が大化改新とともに編纂当時の「現代」を作り出した重要な事件であるという認識が働いていたと思われる。その際には、現天皇の系譜を正統化しようという動機もあったであろう。
『書紀』の編者を率いたのは舎人親王で天武の子、完成時の元正天皇は天武の孫で、編纂期間中を通じて皇位は天武系が占めていた。そのため、天武天皇を咎めるような事実を記さなかった可能性が高い。政権が望まない事実を削除したことは後続の『続日本紀』に例があり、まったくの嘘を創作することと比べれば抵抗が少なかったと思われる。
壬申の乱で死んだ皇族は大友皇子と山部王の二人だけであり、他の天智系皇族は大友の子葛野王をも含めて全員が生き残って朝廷を構成した。その他中・下級の官人まで含め、存命のものは多かった。彼ら皇族・臣下は『日本書紀』の想定読者でもあるので、よく知られた事実を否定するような操作は難しかったのではないかという指摘もある。
『書紀』の内容が信頼できないことからは、真偽不明という結論は導けても、そこから直ちに『書紀』の記述の反対が真実だとか、論者の想像が真実だとかいう結論は導けない。書紀の記述に信をおかず、同時に大友皇子の即位を認めない説も可能である。即位説を積極的に主張するためには、別の判断材料が必要となる。

### 太歳記事と『日本書紀』改刪説
| 西暦 | 干支 | 日本書紀 | 改刪の前 |
| ---- | ---- | -------- | -------- |
| 671  | 辛未 | 天智10   | 天智10   |
| 672  | 壬申 | 天武元   | 大友元   |
| 673  | 癸酉 | 天武2    | 天武元   |
| 674  | 甲戌 | 天武3    | 天武2    |
| 675  | 乙亥 | 天武4    | 天武3    |
| 676  | 丙子 | 天武5    | 天武4    |
| 677  | 丁丑 | 天武6    | 天武5    |
| 678  | 戊寅 | 天武7    | 天武6    |
| 679  | 己卯 | 天武8    | 天武7    |
| 680  | 庚辰 | 天武9    | 天武8    |

『書紀』は、壬申の乱の年を天武天皇元年とする一方で、天武天皇の即位を天武天皇2年2月27日と記す。一見して矛盾するが、この書き方は天智天皇、持統天皇のときも同じで、それぞれ治世の7年め、4年めに即位したと記している。これは『書紀』の編年方針全体の問題であるから、ここから直ちに大友皇子の即位には結びつかない。
『書紀』がもともと天武天皇元年を壬申年の翌年においたのではないかという説は、この編纂方針をふまえた上で展開される。もし、最初の段階での『日本書紀』が天武元年を壬申年の翌年においていたのなら、それは即位年にあわせたからではなく、壬申年が別の天皇の年だったからだと推定できるのである。
伴信友が唱えた日本書紀改刪説は、和銅7年（714年）に『日本書紀』はいったん完成しており、通常言われる養老4年（720年）はそれを改刪（改定）したものとする。伴が改定の証拠とみたのは、太歳記事が天武天皇2年にあることである。『書紀』の太歳記事は年の干支を記すもので、通常「この年の太歳は○○である」とその天皇の元年の記事の末尾に記す。しかし天武の場合には元年の末尾にはなく、2年の末尾にある。これは、もともと壬申の翌年を天武天皇元年として太歳記事をおいた痕跡であり、後になって天武元年を繰り上げたときに移し忘れたのだとする。
また、天智天皇紀と天武天皇紀の間で大海人皇子を「皇太子」「皇太弟」「東宮」とばらばらの用語で表現しており、大海人皇子が皇位を辞退して出家した場面が巻をへだてて2度出てくる点も、改定時の整理が不十分だったためだと考える。
喜田貞吉は、改定されてもされなくても壬申年が元年に変わりないという点を指摘してこの説を批判した。元年太歳のルールに従えば、壬申年は天武天皇の元年でなくとも弘文天皇の元年なのだから、改定前の『書紀』の壬申年にも太歳記事があったはずである。消し忘れ1つの疎漏はまだしも、何もしなければいいところでわざわざ太歳記事を削ったのは誤りとして理解しがたい。
そのように考えると、元年に太歳記事がないのは見落としのせいではなく、もともとそのように編集されていたのだとするほうが自然である。太歳記事は読者の便宜をはかるためのものであって、干支と即位の間に直接の関係はない。壬申年一年に一巻をあてた異例の編集にともなう変則と考えられる。

### 『続日本紀』の「内大臣より君十帝」
奈良時代に書かれた『続日本紀』には、天平宝字2年（758年）に淳仁天皇が藤原仲麻呂に恵美押勝の名を与えたときに、藤原氏の功績を称えて「近江大津宮の内大臣より（中略）君十帝をへて年ほとんど一百」と勅で述べたことが記されている。
この「内大臣」は藤原鎌足のことで、近江大津宮は天智天皇が定めた都であるから、天智天皇からたどることにすると、天智天皇、天武天皇、持統天皇、文武天皇、元明天皇、元正天皇、聖武天皇、孝謙天皇、淳仁の9人にしかならない。弘文天皇を代数に入れるとちょうど10人になる。
これに対しては、草壁皇子をあてれば10人になるという反論がある。

### 薬師寺東塔銘文の「即位八年庚辰」
奈良の薬師寺の東塔には露盤があり、そこに銘文があって、「維清原宮馭宇天皇即位八年庚辰の歳」というくだりがある。清原宮とは飛鳥浄御原宮にあてられるから、この「天皇」は天武天皇である。天武天皇の庚辰年は680年である。『書紀』がいうように壬申年（672年）が天武天皇元年だとすると、庚辰年は9年になる。もし元年が癸酉（673年）なら8年で、計算があう。これは銘をいれた当時、持統天皇の時代に天武天皇元年が癸酉とみなされていた証拠であり、ひいては『日本書紀』が年数の計算を変更した証拠でもある。これは日下部勝皋が初めて指摘した。
しかし『日本書紀』は即位が天武天皇2年の癸酉年にあったと記した上で元年を壬申年においているのだから、「即位八年」という表記は『書紀』の内容と食い違うものではない。

### 『懐風藻』の「天命果たさず」
奈良時代に書かれた『懐風藻』は、大友皇子の伝を同情的に書き、『書紀』と異なり大友皇子を「皇太子」とするが、天皇とは呼ばず、即位したとも書かない。伝の中では大友のことを「皇太子」だと繰り返して書く。『懐風藻』には大友の子葛野王の伝もあり、そこでも葛野王は「大友太子の長子」とある。
谷森種松は、『懐風藻』が天智天皇のことを「淡海先帝」とことさらに「先」の字を付けて書いたのは、淡海後帝の存在を暗示するもので、大友皇子の即位を知らせようとしたのだと考えた。伴信友がこれに加えて、序文が「淡海から平都」までの詩をとったというのに、淡海朝（近江朝）の詩人が大友皇子1人だけというのは、暗にこの1人が天皇だったことを示すと論じた。また『懐風藻』には大友皇子の最期を記すとき、「天命を果たさなかった」とあり、この「天命」の字を天皇の地位と解釈する説がある。
ただ、この種の暗号説を用いれば、論者の都合でいかような解釈でも振り出すことができることは古代史ではよく知られており、今日学問的な論証として取り上げられることはない。

## 学説史
大友皇子即位をめぐる学説史を通観した研究論文は、『大日本史』までを扱った1897年（明治30年）に発表された平出鏗二郎の論文「大友天皇考」が初めである。これを踏まえ、現代まで通して詳述したのが星野良作『研究史壬申の乱』で、今日までこれがもっとも充実した著作である。

### 江戸時代
考証を経た上で即位論を唱えた最初の著作は、江戸時代の寛永4年（1624年）に那波活所が書いた『帝王暦数図』である。本文は伝わらないが、自叙が残る。それによれば『日本書紀』、『懐風藻』、瞽史児女子の書に大友皇子が帝だったという事実が書かれているという。瞽史児女子の書は不明の書である。『書紀』と『懐風藻』に「大友帝」とは書かれていないから、何らかの論証を経た結論と思われるが、本文が失われているので内容不明である。
その後、徳川光圀が編纂させた『大日本史』が、その「三大特筆」の一つとして大友天皇紀を立てた。水戸藩には大友即位説に反対する史官もいたが、少数だったらしい。それでも即位は説にすぎないから、伝を立てずにおく編集もありえたが、光圀の強い意向で大友紀が設けられた。
寛政6年（1794年）には、日下部勝皋が『薬師寺檫銘釈』を著して、薬師寺東塔の銘文「即位八年庚辰」の存在を指摘し、天武紀の太歳記事が元年ではなく2年にあることに注意を喚起して、壬申年は空位でないなら大友が皇位にあったのだと主張した。
即位説に反対して、谷川士清は安永3年（1774年）に『続大日本史私記』で水鏡の資料的価値に疑問をはさみ、即位のような大礼が天皇の死後すぐに行われたのは乱世でも考えにくいことで、乱が起きる前の時点ではなおさらだと論じた。また、近藤芳樹は文政12年（1829年）に『正統論』を著し、壬申年は空位の年だったという説をとり、薬師寺銘や太歳記事の解釈も直ちに大友即位を意味しないと論じた。
江戸時代の壬申の乱研究の決定版は、伴信友があらわした『長等の山風』とされる。伴は『比古婆衣』で日本書紀改刪説を唱え、『長等の山風』でこの説を根拠に据えて即位説を論じ、和銅7年の『日本書紀』には弘文天皇の元年が立てられていたと推測した。また、『懐風藻』は即位の事実をあからさまに記すことを憚って字句を作ったのだと説いた。
伴の著作によって即位説を支える論点は出揃い、大友皇子即位説が通説となった。『日本政記』など一般向けの歴史書も大友皇子即位説をとったから、幕末の知識人の間で弘文天皇の即位は常識化しており、明治時代の初めまでその状態が続いた。

### 明治時代から第二次世界大戦まで
明治時代の初め、1870年（明治3年）7月23日に、政府は大友帝、廃帝、九条廃帝にそれぞれ弘文天皇、淳仁天皇、仲恭天皇と追諡した。三人とも、天皇に対して諡を奉るという形式をとっており、諡をつけることで天皇に列したのではない。淳仁、仲恭が天皇であったことは明白で、単に諡号がなかっただけであったから問題にはならなかったが、「大友帝」の存在は学説に拠るものだった（仲恭天皇は在位期間が短かったため即位式等の儀式を行っておらず、この点では「大友帝」と事情が共通するが、「天皇の位についたこと（践祚したこと）」自体は明白であった）。政府内外から反対意見が提出されたが、政府はその説を少数とみて採らなかった。
1904年（明治37年）に喜田貞吉が論文「女帝の皇位継承に関する先例を論じて大日本史の大友天皇本紀に及ぶ」を出して壬申年に女帝があった可能性を示唆した。喜田はこの論文で『日本書紀』改刪説を批判して、不必要な天武天皇2年の太歳を削り忘れ、必要な太歳壬申を誤って削るという二重の不手際はありえないと論じた。
論争を経て喜田は倭姫王即位説にまで論を進め、学界では倭姫王の即位または称制説が優勢になった。しかし、1911年（明治44年）に喜田が南北朝正閏問題で職を失うと、同種の性格を持つこの論争も冷水を浴びせられた。喜田はその後も持論を発展させて1922年（大正11年）の論文「後淡海宮御宇天皇論」で区切りをつけた。これに対しては1932年（昭和7年）に黒板勝美が、大筋は認めるが即位の証拠はないとして称制を推定した。

### 即位説と名分論
江戸時代から1945年（昭和20年）まで、即位説は論者の道徳的姿勢にも関わる問題と意識されていた。初めに即位を論じた那波活所は、自説を蜀漢皇帝を正統とした例にならうものとして、宋学の名分論を前面に出した。その後も弘文天皇即位説をとる者の多くは、天武天皇を簒奪者として非難し、そのような非難をしないのは反逆の容認につながると論敵を非難した。逆に非即位説の論者は、臣下の身で勝手に天皇の称号を与える不遜を咎めて応酬した。
こういうわけで、明治初期までイデオロギー的発言は活発だったが、学問上の論争にとどまる限り、それがいずれかの有利不利に働くことはなかった。明治3年に大友皇子即位説が政府公認となったのは、単にそれが当時有力な説だったからである。政府関係者はその検討の際に非即位論が不敬だとは考えなかった。
しかし、ひとたび追諡がなされると、弘文天皇即位に反対するものは追諡した明治天皇の決定に反することになった。当時の日本では、歴史学界内部に限れば冷静な議論が可能であったが、一歩外に出れば学問の自由は存在せず、政府、政治家、神道家、新聞が、学者の不敬を格好の攻撃材料とした。倭姫王即位説を唱えるに際し、喜田は自説が不敬ではないという言い訳を、苦しい理屈を作って弁じなければならなかった。学者たちは萎縮し、結果として、倭姫王即位説への反応は賛否とも鈍いものであった。

### 第二次世界大戦後
第二次世界大戦後には、皇位問題への禁忌意識は消えた。しかし歴史学者が取り組んだ当面の課題は皇国史観の払拭であったため、皇位継承問題の重要度は低くなった。即位説と非即位説の違いは、要するに即位の礼が行われたかという儀式の日取りに関することである。実際に大友皇子が朝廷を主宰していたこと、壬申の乱が皇位継承をめぐって争われたことが重要なのであって、形式的な即位の有無は小さな問題にすぎないという態度である。
皇位問題への関心を絶やさなかったのは、皇国史観を護った田中卓で、戦前の関心をひきついで継承問題をとりあげた。田中は1951年の論文で倭姫王即位説の論拠だった「中天皇」を倭姫王とする説を突き崩し、問題は白紙に返ることになった。
以後、壬申の乱研究が盛行し、乱のあらゆる側面が活発に論じられるようになると、即位問題もその中で取り上げられた。この時には、喜田による書紀改刪説批判、田中による倭姫王中天皇説批判は共通の認識になっていた。大友皇子即位説を支持する研究者はいなくなった。しかしこの間、『日本書紀』の記述の信頼性が高まったわけでもないので、即位説をめぐる論争は決定打を欠くまま諸学者の推測にゆだねられることになった。戦後の壬申の乱研究を主導した直木孝次郎は大友皇子称制説をとり、これが主流と言ってよい。だが2000年代に入って倉本一宏が倭姫王の即位を予定した段階での乱勃発を説くなど、中継ぎ女帝論を背景にした倭姫王称制説が盛り返し、更に2020年代に入って西本昌弘は大友皇子践祚説をとった上で、近江令で規定されてこの時に初めて実施された践祚儀礼を指して後世「不改常典」と称したと説くなど、決着はついていない。
弘文天皇を除くと、以後の天皇の代数は全部一つずれることになり、今上天皇の代数にも影響が及ぶ。戦前に即位・非即位が重大視された理由である。しかし、天皇の代数を定め難い箇所は他にも多々あるので、歴史学の立場からは、代数は政治的決定の産物としか言いようがない。戦後史学では学説によって数が変わることはなく、系図や表では現在も弘文天皇が第39代と記される。